# コリエンテス
コリエンテス（西: Corrientes）は、アルゼンチンのコリエンテス州にある都市で、同州の州都。人口は約34万人（2010年）。パラナ川の東岸に位置する。グアラニー語では「流れ」を意味するタタギ (Taragui) と呼ばれる。
州の経済の中心地で、官庁や政府機関が置かれている。コロニアル様式とモダン様式とが融合した教会群やムラサキイペー（ラパチョ）、アメリカデイゴ（セイボ）、ジャカランダ、オレンジなどの林があり、国内最大のカーニバルも催される。
年平均気温は21℃、年間降水量は1400mmから1900mmである。
グレアム・グリーンのスパイ小説「名誉領事」（1973年）に登場する。

## 歴史
1516年にフアン・ディアス・デ・ソリスが遠征でグアラニー族の地域に到達したが、一隊は襲撃され、ソリスも遠征途上で殺害された。1527年にセバスチャン・カボットがパラナ川上流にサンクティ・スピリトゥー砦を築き、1536年にはペドロ・デ・メンドーサがさらに北の「銀の山地」を探索した。フアン・トーレス・デ・ベラ・イ・アラゴンが1588年4月3日にサン・フアン・デ・ベラ・デ・ラス・シエテ・コリエンテス（San Juan de Vera de las Siete Corrientes、「7つの流れのベラの聖ヨハネ」の意）という名の町を建設し、これが後にコリエンテスに省略された。「7つの流れ」とはパラナ川がこの付近で形成する7つの半島のことで、これにより川の流れは複雑で急になる。
パラグアイの首都アスンシオンとブエノスアイレスとの中間地点という要衝にあたる。標高55mという立地から川の氾濫に伴う洪水は避けることができた。
1615年にイエズス会士らがウルグアイ川沿岸に入植し、1807年には侵攻してきたイギリス軍と戦った。独立戦争では一貫してブエノスアイレスの中央政府と対決したが、三国同盟戦争中の1865年にパラグアイに征服されるとブエノスアイレスと同盟を結んだ。

## 交通
国道12号線がブエノスアイレス（およそ1000km）やポサーダス（300km）との間をむすんでおり、パラナ川対岸のレシステンシア（チャコ州の州都）へはヘネラル・ベルグラーノ橋が架かっている。近くのパラグアイ国境には世界最大級の水力発電施設、ヤキレタダムがある。
市街から5kmほどのところにドクトル・フェルナンド・ピラヒーネ・ニベイロ国際空港がある。

## 姉妹都市
- シドニー、オーストラリア
- クリチバ、ブラジル
- ポルト・アレグレ、ブラジル
- ハバナ、キューバ
- Estepa、スペイン
- マドリード、スペイン
- ヒューストン、アメリカ合衆国
- ニューオーリンズ、アメリカ合衆国
- ブエノスアイレス、アルゼンチン
- ポサーダス、アルゼンチン
- パラナ、アルゼンチン
- アスンシオン、パラグアイ
- Ñeembucú、パラグアイ
- ラ・ロシェル、フランス

## ギャラリー

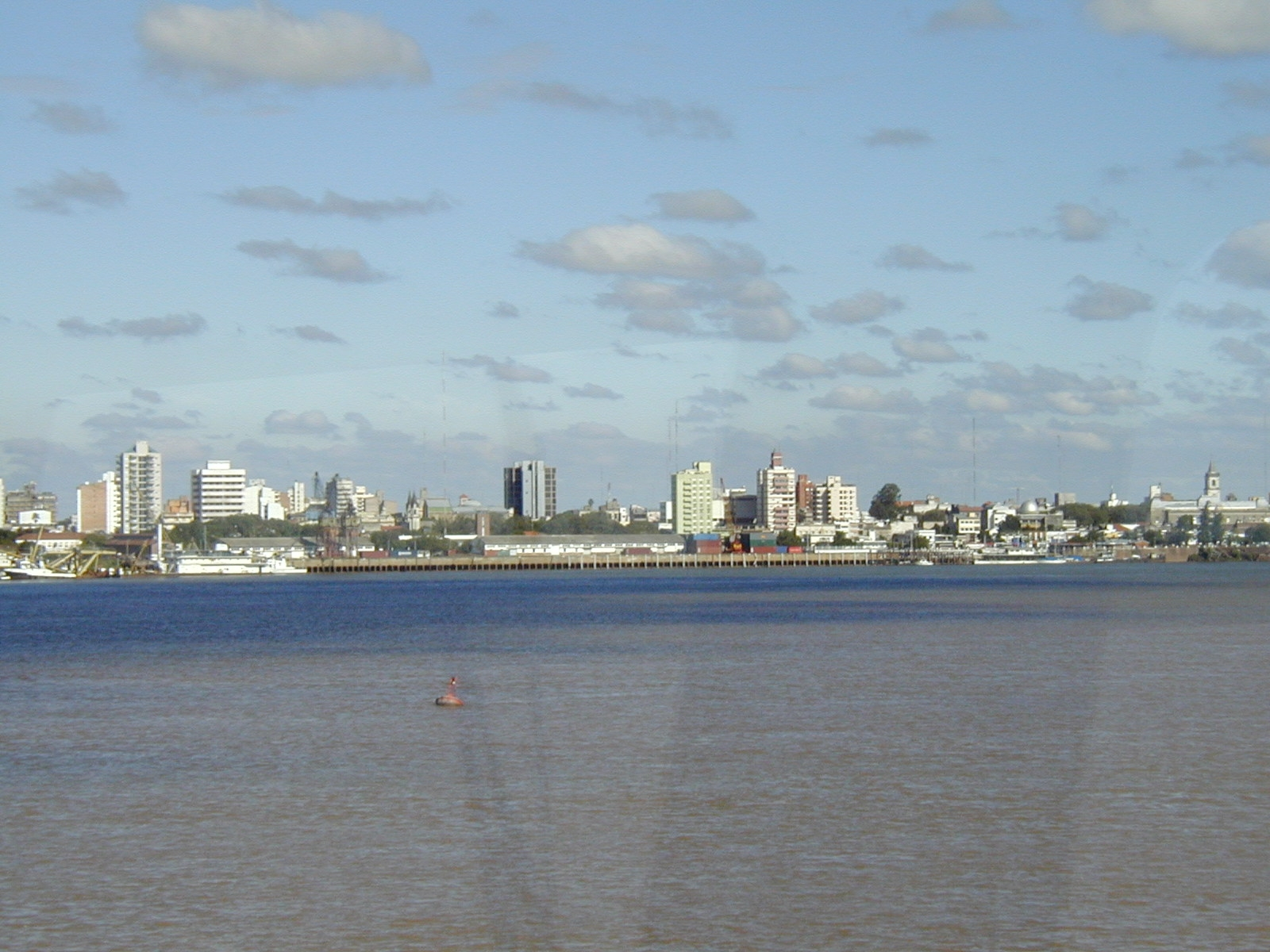
ウォーターフロントから市街を眺望する
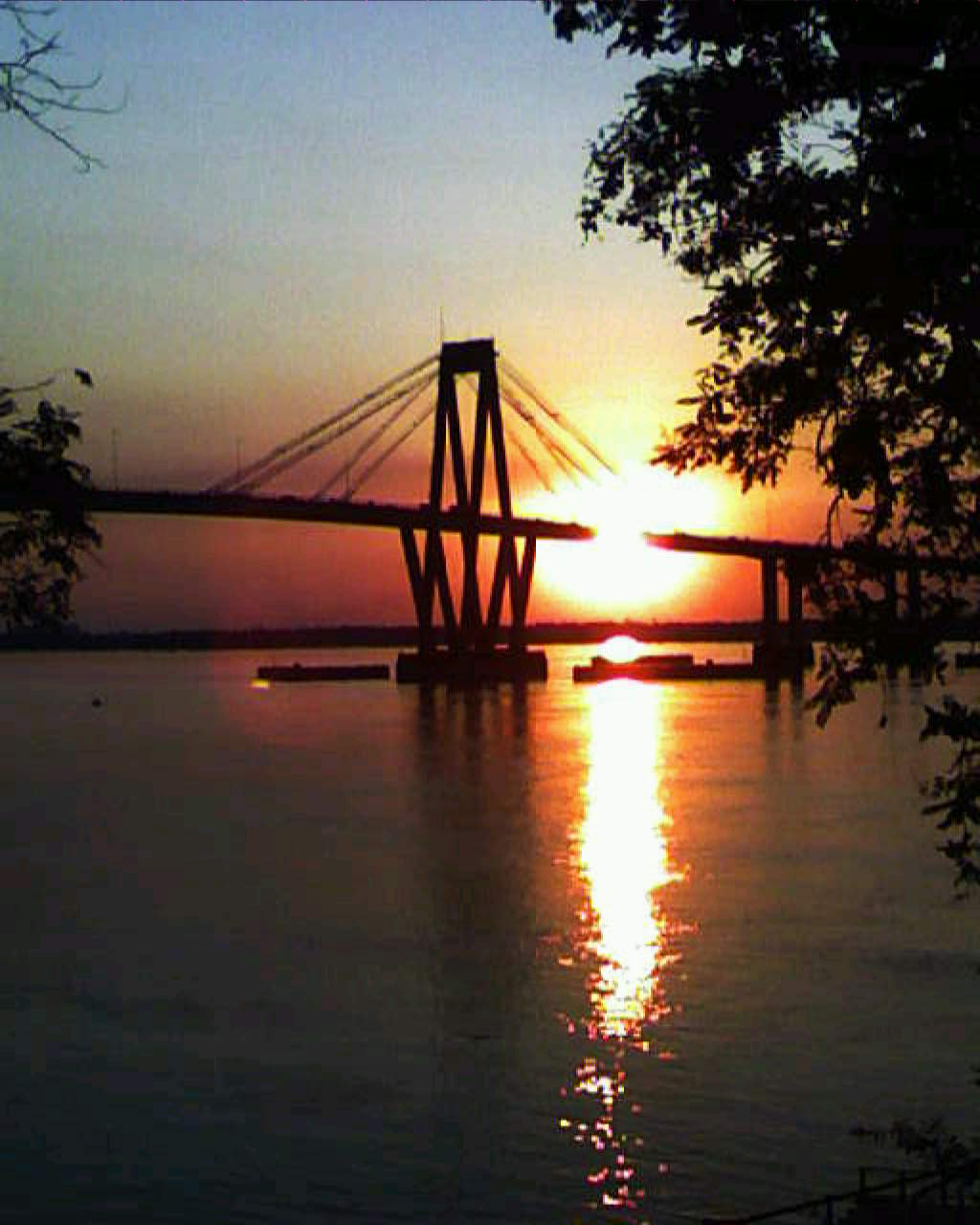
ベルラノ橋
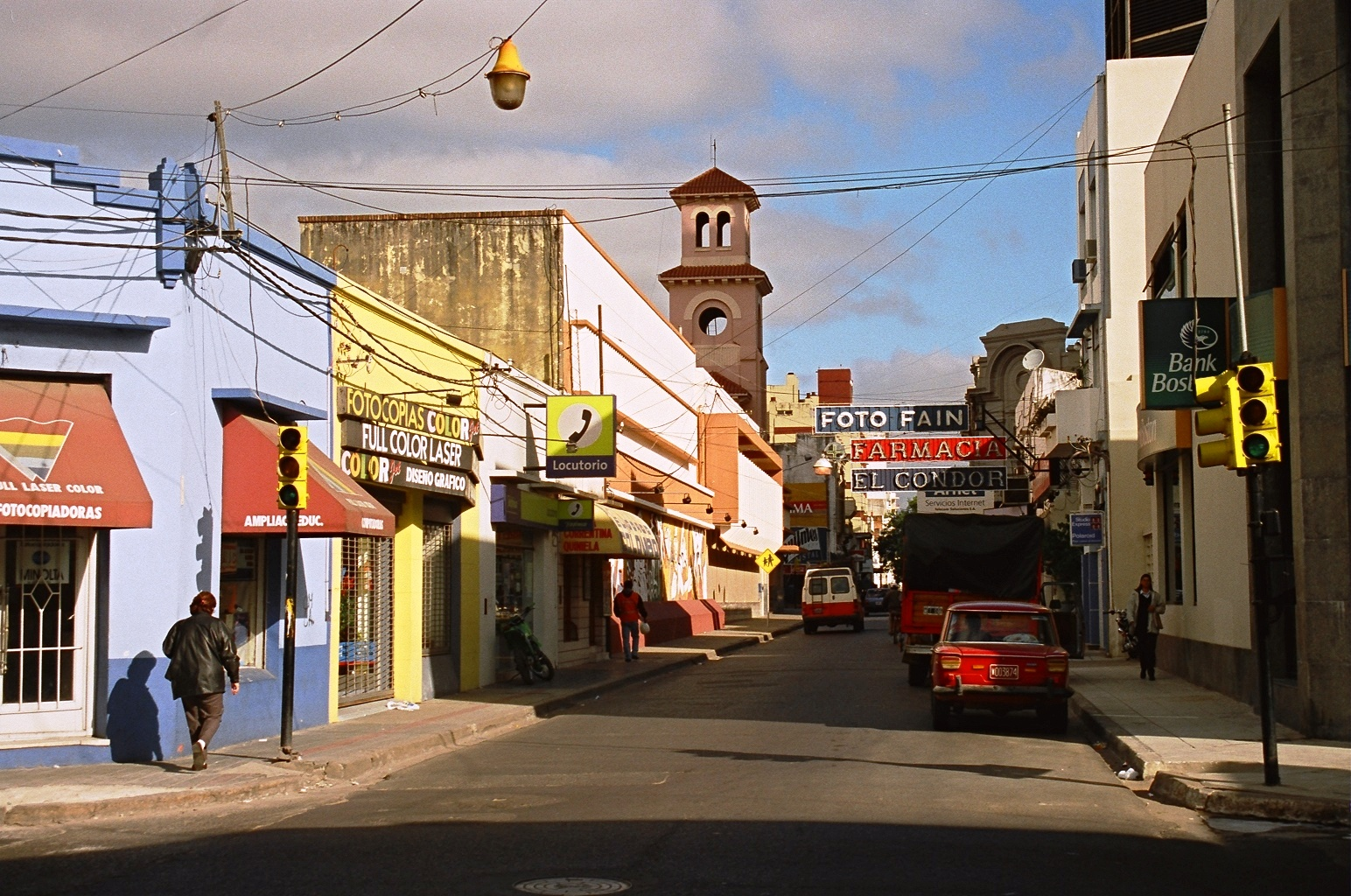
ダウンタウン近くにあるパステルカラーの通り
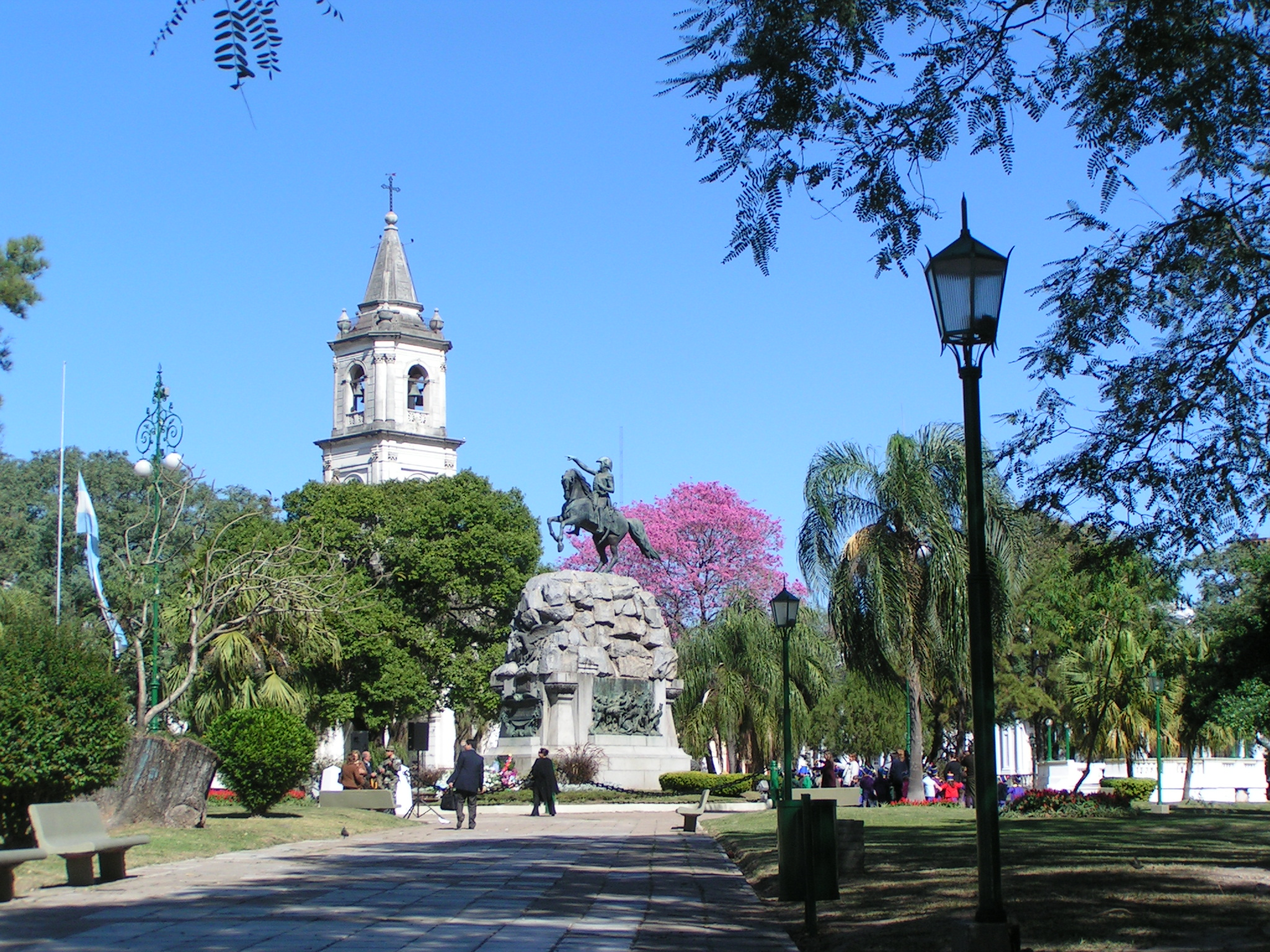
5月25日広場
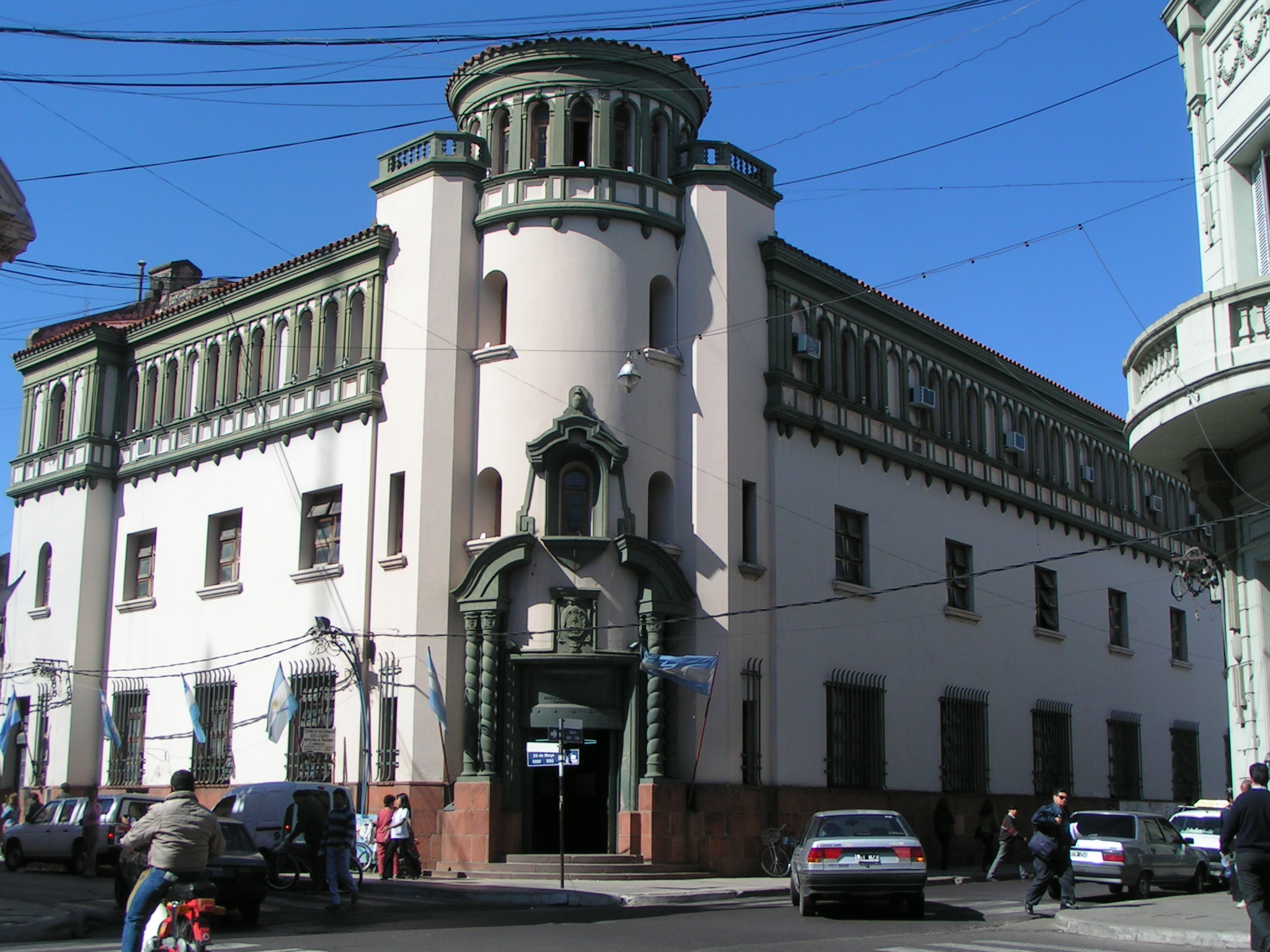
州経済省
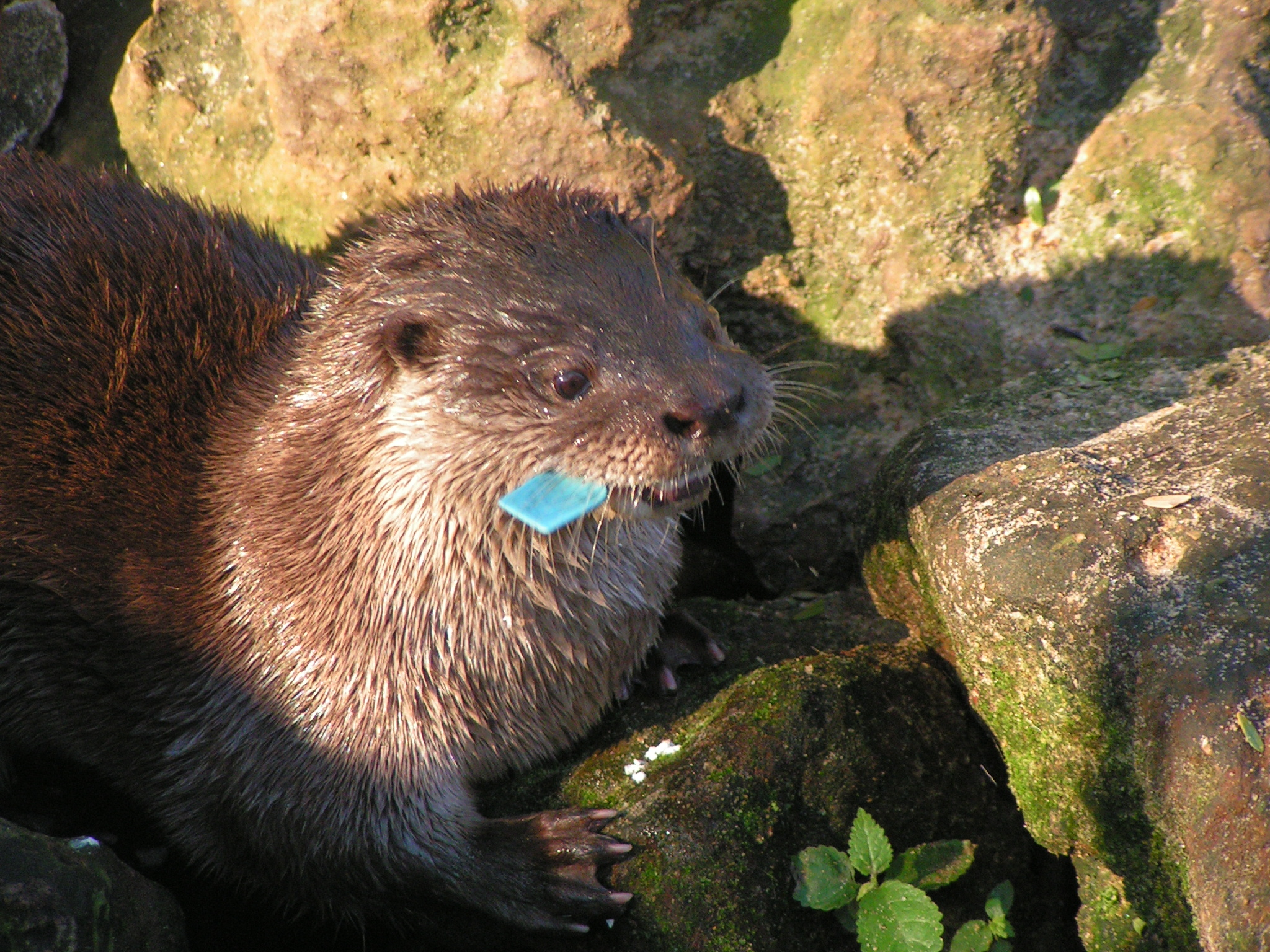
動物園のカワウソ